# 锥蜗牛
锥蜗牛（学名：Allopeas clavulinum），又名
棒形钻螺（学名：Opeas clavulinum）或
毛里裘斯锥蜗牛（学名：Allopeas mauritianum），
是玛瑙螺科钻头螺亚科锥蜗牛属的一種小型、熱帶、會呼吸空氣的蝸牛，屬於陸生有肺類腹足綱軟體動物。

## 分佈
本物種分佈於印度洋-中西太平洋海域，包括西起塞舌尔、馬斯克林群島的毛里求斯、留尼汪群岛與罗德里格斯岛、中国大陆的四川、湖北、湖南、广东、海南、福建、香港、澳门、台湾以及夏威夷等地。然而，本物種亦成為了歐洲的英國、捷克及澳大利亞。
生活环境为陆地，常栖息在森林底落叶层中及人工草地，多生活于山区、平原、农田、住宅、公园、寺庙附近潮湿灌木草丛中以及落叶石块下。

## 亞種
- Allopeas clavulinum kyotoense (Pilsbry & Hirase, 1904)：見於日本[8]

## 外部連結
- 維基物種上的相關：锥蜗牛